# Marià de la Pau Graells i de l'Agüera
Marià de la Pau Graells i de la Agüera (Tricio (La Rioja), 24 de gener de 1809 - Madrid, 14 de febrer de 1898) va ser un metge, naturalista i polític, membre fundador de la Reial Acadèmia de Ciències Exactes, Físiques i Naturals, de la qual va ser vicepresident i president de la Secció de Ciències.
Va ser doctor en Medicina i Cirurgia, catedràtic d'Anatomia Comparada a la Universitat de Madrid i conseller d'Agricultura. També va ser membre de diferents societats i corporacions científiques, a més de senador del regne. El 1837 és nomenat catedràtic de Zoologia en el llavors Reial Museu de Ciències Naturals i director del Reial Jardí Botànic de Madrid, i més tard ocupa la càtedra d'Anatomia i Fisiologia comparada a la Universitat de Madrid. El 1848 va descobrir el satúrnid Graellsia isabelae.

## Obres
- mariano de la Paz Graells. 1889. Las ballenas en las costas oceánicas de España: Noticias recogidas é investigaciones hechas. Volumen 13, Parte 3 de Memorias, Físicas y Naturales de Madrid R. Academia de Ciencias Exactas. Editor Luis Aguado, 115 p.

- ---------------------------------. 1897. Fauna mastodológica ibérica. Volumen 17 de Memorias de la Real Academia de Ciencias Exactas, Físicas y Naturales. Editor Real Academia de Ciencias Exactas, Físicas y Naturales de Madrid, 806 p.

- ---------------------------------. 1879. Prontuario filoxérico: dedicado a los viticultores españoles y delegados oficiales que hayan de ejercer la indispensable vigilancia para impedir o contener la propagación de la plaga de las viñas, producida por la filoxera. Editor Establecimiento tipográfico de Segundo Martinez, 61 p.

- ---------------------------------. 1873. Aplicaciones de la historia natural al arte militar: las palomas en la guerra : primera conferencia celebrada en el Ateneo del Ejército y Armada. 37 p.

- ---------------------------------. 1867a. Exposiciones internacionales de pesca y aqüicultura de Arcachon y Boulogne-sur-Mer[Enllaç no actiu]. Editor Establecimiento tipográfico de Estrada, Díaz y López, 436 p.

- ---------------------------------. 1867b. Aqüicultura: estudios y observaciones sobre los establecimientos piscícolas, ostrícolas, de crustáceos y mejillones de la Bahía de Arcachon, Ensenada de l'Aiguillon, Isla de Ré, Laboratorio de Concarneau, Bahía de La Forest, y pesca y especulación sardinera en la misma localidad, piscicultura de ...[Enllaç no actiu] Ed. Establecimiento tipográfico de Estrada, Díaz y López, 218 p.

- ---------------------------------. 1864a. Manual práctico de piscicultura: ó, Prontuario para servir de guia al piscicultor en España, y á los empleados de la administración pública en nuestras aguas dulces y saladas[Enllaç no actiu]. Ed. D. E. Aguado, 264 p.

- ---------------------------------. 1864b. El jardín botánico y zoológico de Madrid: Paseo instructivo y recreativo para todos. Ed. Imprenta de Alejandro Gomez Fuentenebro, 84 p.

- ---------------------------------. 1854. Indicatio plantarum novarum, aut nondum recte cognitarum, quas in pugillo primo descripsit iconibusque illustravit[Enllaç no actiu]. 30 p.

- ---------------------------------, apollinaire Bouchardat, miguel Colmeiro, luis Sánchez Toca. 1848. Tratado completo de historia natural: con 318 grabados intercalados en el testo (sic)[Enllaç no actiu]. 2ª ed. de Librería de Angel Calleja.

- ---------------------------------. 1846. Catálogo de los moluscos terrestres y de agua dulce observados en España, y descripción y notas de algunas especies nuevas o poco conocidas del mismo país[Enllaç no actiu]. Editor Librería de Viuda e Hijos de Antonio Calleja, 23 p.

## Font
- RAC.es